# Xyletobius insignis
Xyletobius insignis là một loài bọ cánh cứng thuộc họ Ptinidae.